# Tripoli (district)
Tripoli is een district in het gouvernement Noord in Libanon. De hoofdstad is de gelijknamige stad Tripoli (Libanon).
Tripoli heeft een oppervlakte van 27 vierkante kilometer en een bevolkingsaantal van 227.857. Het grootste deel van de bevolking is soennietisch moslim (ongeveer 80%).

## Confessionele samenstelling van de bevolking
| Denominaties        | Procent |
| CHRISTENEN          | 11%     |
| ------------------- | ------- |
| Maronieten          | 3       |
| Griekse Orthodoxen  | 6       |
| Griekse Katholieken | 1       |
| Andere christenen   | 1       |
| MOSLIMS             | 89%     |
| Soennieten          | 80      |
| Sjiieten            | 0       |
| Druzen              | 0       |
| Alawieten           | 9       |